# 埃德·格罗斯
埃德·格罗斯（英語：Ed Gross，1916年9月19日—1985年6月29日），美国男子体操运动员。他曾获得1932年夏季奥运会体操比赛男子翻筋斗银牌，当时他尚未满16岁。他于1985年在西雅图去世。